# Mount Pond
Mount Pond (in Argentinien Monte Campbell) ist ein 540 m hoher Berg im Osten von Deception Island im Archipel der Südlichen Shetlandinseln. Er ragt 2,5 km ostsüdöstlich der Pendulum Cove auf.
Der Name des Bergs erscheint 1829 erstmals auf einer Landkarte, die auf der Antarktisfahrt des britischen Polarreisenden Henry Foster mit der HMS Chanticleer (1827–1831) basiert. Namensgeber ist der britische Astronom John Pond (1767–1836). Namensgeber der argentinischen Benennung ist ein Fregattenkapitän der argentinischen Marine, der 1948 die erste photogrammetrische Vermessung der Insel vorgenommen hatte.